# 費德里克·沃恩公司
费德里克·沃恩公司（英語：Frederick Warne & Co.）是一家英国出版社，成立于1865年。它以儿童读物（尤其是碧雅翠丝•波特的书）和观察家而闻名。
费德里克·沃恩是德国传媒集团贝塔斯曼旗下企鹅兰登书屋的子公司。

## 历史
费德里克·沃恩公司于1865年7月8日 由伦敦书商兼出版商，费德里克·沃恩建立。